# Равадиново
Равади́ново (болг. Равадиново) — село в Бургаській області Болгарії. Входить до складу громади Созопол.

## Населення
За даними перепису населення 2011 року у селі проживали 644 особи.
Національний склад населення села:
| Національність   | Кількість осіб | Відсоток |
| ---------------- | -------------- | -------- |
| болгари          | 383            | 60,1%    |
| цигани           | 250            | 39,2%    |
| турки            | 0              | 0%       |
| інша             | 4              | 0,6%     |
| не визначились   | 0              | 0%       |
| Всього відповіли | 637            |          |

Розподіл населення за віком у 2011 році:
Динаміка населення: